# Ronald Blanco La Cruz
Ronald José Blanco La Cruz (Caracas, Venezuela; 12 de abril de 1959) es un militar, político, profesor universitario y diplomático venezolano. Fue gobernador de Táchira de 2005 a 2008 y rector de la Universidad Nacional Experimental de la Seguridad (UNES) de 2014 a 2017.

## Carrera militar
Egresado como subteniente de la Academia Militar de Venezuela, perteneciente a la Promoción "Teniente Pedro Camejo" de 1981 es primero en su promoción al graduarse con el grado de Alférez Mayor, de un total de 73 alféreces egresados.
Como Subteniente inicia su carrera militar en el Cuartel Bolívar del estado Táchira. Como teniente es profesor en la  Academia Militar, es captado para unirse al Movimiento Bolivariano Revolucionario - 200 encabezado por Hugo Chávez. Más tarde es protagonista junto a Chávez del primer intento de golpe de Estado de Venezuela de 1992. El fracaso de la rebelión lo lleva a la cárcel y después de ser sobreseído abandona su carrera militar con el grado de Capitán.

## Formación académica
Es licenciado en Ciencias y Artes Militares, egresado de la Academia Militar de Venezuela como el número uno de su promoción. Además es magíster scientiarum en Relaciones Internacionales por Troy University, universidad pionera en la formación de maestros en el estado de Alabama, Estados Unidos; allí también ocupó el primer lugar de su promoción. De igual manera, es magíster scientiarum en Gerencia de Empresas por la Universidad Nacional Experimental del Táchira, casa de estudios especializada en la formación de ingenieros en pre y posgrado, de donde egresa como el más aventajado estudiante. Actualmente cursa estudios de doctorado en la Universidad Bolivariana de Venezuela.

## Carrera política
Ronald Blanco La Cruz fue elegido en 1998 constituyentista por el estado Táchira, junto con la Iris Varela, Temístocles Salazar y Samuel López, todos representantes del Movimiento V República. En 2000 el candidato del MVR para la gobernación del Táchira, Leonardo Salcedo se retira y Blanco, quien para ese entonces era candidato a la gobernación por el partido Patria Para Todos asume el liderazgo pro Chávez en la región, ganando posteriormente en unas elecciones impugnadas por el candidato de Copei Sergio Omar Calderón dado el hecho de que a Blanco La Cruz se le adjudicaron los votos del MVR aunque el Consejo Nacional Electoral previamente se había manifestado en contra de esta posibilidad.
Durante el gobierno de facto de Pedro Carmona, que ocupó el poder en el 11 de abril de 2002 y duró dos días, Blanco es sacado por la fuerza de la residencia de gobernadores por un grupo de personas a quienes después se les imputó cargos de rebelión civil, cuando anunció en vivo a través de los medios de comunicación: "Esto es un golpe de Estado".
Durante el mes de diciembre de 2008, y sabiendo ya que su mandato acabaría en breve para ser sucedido por el nuevo gobernador electo, mandó a desalojar el palacio de gobierno para convertirlo en un museo a favor del gentilicio y la cultura tachirense siendo actualmente apoyado por la asamblea legislativa correspondiente.[cita requerida] Ejerció funciones como embajador de Venezuela en Cuba.

## Actualidad
Blanco La Cruz fue nombrado rector de la Universidad Nacional Experimental de la Seguridad en enero de 2014, cargo que ejerció hasta julio de 2017. Su antecesora fue la doctora Soraya El Achkar.